# Charles Bossut
Charles Bossut (conocido también como El Abbé Bossut) fue un matemático francés del siglo XVIII conocido sobre todo por sus libros de texto.

## Biografía
Su padre falleció cuando Bossut tenía solamente seis meses y fue educado por su tío. Ingresó en el colegio jesuita de Lyon donde estudió matemáticas con el Père Béraud, quien también fue profesor de Étienne Montucla y de Lalande.
El 1752 obtuvo una plaza de profesor en la École du Génie à Mezières (la escuela de los ingenieros militares) a la que permaneció vinculado toda su vida y en la que tuvo como discípulo a Gaspard Monge. A partir de 1768 fue el examinador de los candidatos al ingreso en esta prestigiosa escuela militar, hasta que en 1793 fue sustituido por Alexandre-Théophile Vandermonde.
Bossut, que había tomado las órdenes menores, no se casó nunca y vivió sus últimos años en soledad y probablemente como un misántropo.

## Obra
Su obra tiene tres vertientes: la hidrodinámica, los libros de texto de matemáticas y la historia de las matemáticas.
En la primera de ellas, ya escribió un primer artículo en 1769, pero su gran tratado en la materia es la Hydrodinamique, editada por primera vez en 1771, reeditada numerosas veces durante su vida.
En la segunda vertiente, son numerosos los libros de texto que escribió, tanto para los alumnos de la École du Gènie cómo para los candidatos al ingreso: Cours de mathématiques, Traité élémentaire d'arithmértique,  y otros.
Finalmente su Essai sur l'histoire générale des mathématiques (1802), a pesar de ser una obra bastante documentada, no tuvo el mismo eco que la historia de Montucla.